# Юзеф Ланге
Юзеф Ланге (пол. Józef Lange; 16 березня 1897, Варшава, Російська імперія — 11 серпня 1972 року, Варшава, Польща) — польський велосипедист. Виступав за столичну «Легію» і був членом Варшавського товариства велосипедистів (WTC 1886). Віцечемпіон Олімпійських ігор-1924 у Парижі і учасник Олімпіади-1928 в Амстердамі.

## Життєпис
За освітою дубильний майстер. Чемпіон Польщі у дорожній гонці 1921 року. На Олімпійських іграх у Парижі 1924 року він виграв срібну медаль на дистанції 4000 м у командних перегонах (з Яном Лазарським, Томашем Станкевичем та Францишеком Шимчиком). Також посів 5 місце на дистанції 50 км (програвши переможцю, голландцю Якобусу Віллемсу, кілька метрів).

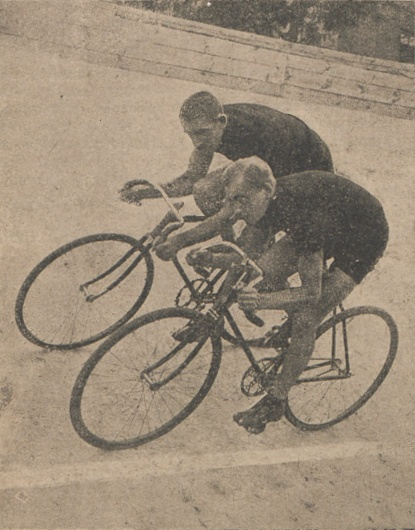
Ланге та Шимчик у парній гонці, 1922 рік.

На Іграх 1928 року в Амстердамі він розділив 6-7 місце на дистанції 1000 м з місця, а в змаганнях на 4000 м польська команда (разом з ним Юзеф Оксіутич, Артур Реуль та Ян Циберт) вибула в чвертьфіналі.
У 1930 році завершив кар'єру професійного спортсмена. В подальшому постійно проживав у Варшаві, зокрема й під час німецької окупації в часи Другої світової війни. Згодом розводив мисливських собак.
Помер 11 серпня 1972 року, йому було 75 років. Колишнього спортсмена поховали у родинній гробниці на Повонзківському цвинтарі у Варшаві (ділянка 32 прямо-2-11, 12).

## Нагороди та відзнаки
- Медаль Незалежності (13 вересня 1933 року)[3][4]
- Срібний Хрест Заслуги (19 березня 1931 року)[5]